# جون سي نوركروس
/جون سي نوركروس ,ولد في العام 1957) أستاذ أمريكي، وطبيب نفساني سريري، ومؤلف في العلاج النفسي ، وتغيير السلوك ، والمساعدة الذاتية .  
أستاذ متميز ترأس قسم علم النفس في جامعة سكراانتون ، وكان أستاذا سريريا في الطب النفسي في جامعة SUNY Upstate الطبية .  كما مارس إلى جانب ذلك علم النفس السريري بدوام جزئي في سكراانتون، بنسلفانيا لمدة 36 عامًا.[بحاجة لمصدر]
تصل كتابات نوركروس إلى أكثر من 400 منشور و23 كتابًا. من مؤلفاته كتابان للمساعدة الذاتية هما Changeology و Changing for Good (اكتابه الأخيربالإشتراك مع جيمس أو. بروكاسكا وكارلو سي. دي كليمينتي). وقد سُمي أسلوبه في العلاج بالتكاملي والعملي ،استوحى نوركروس أسلوبه من اهتمامه بالفلسفة البراجماتية ،ذلك الإهتمام الذي يعود إلى سنوات دراسته الجامعية.  :130
كان ميلادى نوركروس في مستشفى جامعة كوبر في كامدن، نيو جيرسي في العام 1957، والداه هما جورج إي نوركروس الابن وكارول نوركروس . نشأ مع إخوته الثلاثة، جورج نوركروس الثالث ، والنائب دونالد نوركروس ، والمحامي فيليب أ. نوركروس ، في بنسوكين وميرشانتفيل، نيو جيرسي . حصل على درجة البكالوريوس في علم النفس من جامعة روتجرز-كامدن  ، ثم واصل مسيرته الأكاديمية بتحصل درجة الماجستير والدكتوراه في علم النفس السريري من جامعة رود آيلاند ، بعدذلك أكمل تدريبه في كلية الطب بجامعة براون . 
شغل منصب رئيس قسم العلاج النفسي في الجمعية الأمريكية لعلم النفس ، وجمعية علم النفس السريري، وجمعية استكشاف تكامل العلاج النفسي (SEPI). وتلقى العديد من الجوائز، منها جائزة المساهمات المتميزة مدى الحياة في التعليم والتدريب من الجمعية الأمريكية لعلم النفس  وأستاذ العام في ولاية بنسلفانيا من مؤسسة كارنيجي لتطور التعليم .  ثم انٌتخب لعضوية الأكاديميات الوطنية للممارسة وهو زميل في عشرات الجمعيات المهنية المرموقة. 